# Ostøya
Ostøya est une île de la commune de Bærum ,  dans le comté d'Akershus en Norvège.

## Description
L'île de 2,4 km2 est la deuxième plus grande île de l'Oslofjord intérieur après Nesøya. Elle est adjacente à la frontière municipale avec Asker, où Nesøya et Brønnøya sont respectivement au nord-ouest et au sud-ouest. Dans la zone de Bærum, Borøya est au nord et Grimsøya à l'est. Au sud se trouve Gåsøya. 
L'île n'est accessible que par la mer. Outre la ferme principale et le parcours de golf et son country club, il y a quelques résidences d'été sur l'île, basées sur d'anciennes métairies.
Ostøya se trouve au milieu du rift d'Oslo et des dépôts de fonds marins pliés du Cambrien/Silurien avec beaucoup de schiste et calcaire.

### Réserve naturelle
Deux zones de l'île ont été désignées réserves naturelles :
- La réserve naturelle d'Oust créée en 2002[2]
- La réserve naturelle de Syd Oust créée en 2008.